# Lubinella morobensis
Lubinella morobensis là một loài nhện trong họ Uloboridae. Chúng được miêu tả năm 1984 bởi Opell, thường xuất hiện ở New Guinea.